# Томас Арана
Томас Клифорд Арана (енгл. Tomas Clifford Arana; рођен 3. априла 1955. у Оберн, Калифорнија), амерички је филмски, ТВ и позоришни глумац.
Најпознатији је по улогама у филмовима Лов на Црвени октобар (1990), Телохранитељ (1992), Поверљиво из Л. А. (1997), Гладијатор (2000), Борнова надмоћ (2004), Безгранично (2011) и Успон Мрачног Витеза (2012), поред многих.